# Carmella Bing
Carmella Bing (født 21. oktober 1981 i Portland, Oregon) bor nu i Las Vegas, Nevada. Hun er katolik og startede sin karriere som pornoskuespillerinde i 2006 i en alder af 25 år. Siden da har hun ageret i omtrent 20 film og indspillet adskillige scener for internetpornosider, såsom Bang Bros, Naugthy America, Bustyz.com o.m.a.

## Filmografi
- 2 Girls For Every Guy 2
- Bang My Tasty Twat
- Big Fucking Titties 2
- Big Tit Anal Whores 3
- Brianna Love Oversexed
- Brunettes Eat More Cum
- Busty Beauties – More Than a Handful 2
- Craving Big Cocks 14
- Double Decker Sandwich 8
- Exposed
- Goo 4 Two 3
- Hardcore Whores 2
- Hustler's Taboo 7
- Juggernauts 5
- Juicy Juggs
- My First Porn 6
- Naughty Office 4
- Spread 'Em Wide Open
- Hardcore Nation #2